# 카우카나무타기쥐
카우카나무타기쥐(Rhipidomys caucensis)는 비단털쥐과에 속하는 수상성 설치류이다. 콜롬비아의 토착종으로 해발 2200~3500m의 산지림에서 발견된다.

## 특징
꼬리 길이 130~133mm를 포함한 전체 몸길이가 223~236mm이다. 발 길이는 22mm이다. 등 쪽 털은 갈색과 오렌지색을 띠고 옆구리는 밝고 누르스름한 갈색을 띠는 반면에 배 쪽은 희거나 크림색을 띤다. 귀는 짙은 갈색이고 털이 없다.

## 생태
나무 위에서 생활하는 수상성 동물이다. 먹이는 씨앗이다.

## 분포 및 서식지
콜롬비아 안데스 산맥 서부 지역과 중부 지역에 널리 분포한다. 해발 1,800m와 3,500m 사이의 습윤 산지에서 서식한다.